# Championnat du monde des clubs masculin de volley-ball 1989
Navigation
1990
Le Championnat du monde des clubs de volley-ball masculin de la FIVB 1989 est la première édition du Championnat du monde des clubs de volley-ball masculin. Il se déroule du 9 au 10 décembre 1989 en Italie pour la première fois de son histoire. Tous les matches se jouent à Parme.
Cette compétition est organisée par la Fédération internationale de volley-ball.
Le Maxicono Parme remporte cette première édition.

## Participants
| Club                 | Pays             | Confédération | Titre                      |
| -------------------- | ---------------- | ------------- | -------------------------- |
| CSKA Moscou          | Union soviétique | CEV           | Champion d'Europe          |
| Banespa Sao Paulo    | Brésil           | CSV           | Champion d'Amérique du sud |
| Nippon Steel         | Japon            | AVC           | Champion d'Asie            |
| CS Sfaxien           | Tunisie          | CAVB          | Champion d'Afrique         |
| CA Pirelli Sao Paulo | Brésil           | CEV           | Wild card                  |
| Maxicono Parme       | Italie           | CEV           | Hôte                       |

## Classement final
| Rang | Équipe               | Nation           | Confédération |
| ---- | -------------------- | ---------------- | ------------- |
| 1    | Maxicono Parme       | Italie           | CEV           |
| 2    | CSKA Moscou          | Union soviétique | CEV           |
| 3    | CA Pirelli Sao Paulo | Brésil           | CSV           |
| 4    | Banespa Sao Paulo    | Brésil           | CSV           |
| 5    | Nippon Steel         | Japon            | AVC           |
| 6    | CS Sfaxien           | Tunisie          | CAV           |